# Höchheim
Höchheim là một đô thị ở huyện Rhön-Grabfeld bang Bayern thuộc nước Đức. Höchheim consists of the following villages: Gollmuthhausen, Höchheim, Irmelshausen, Rothausen.

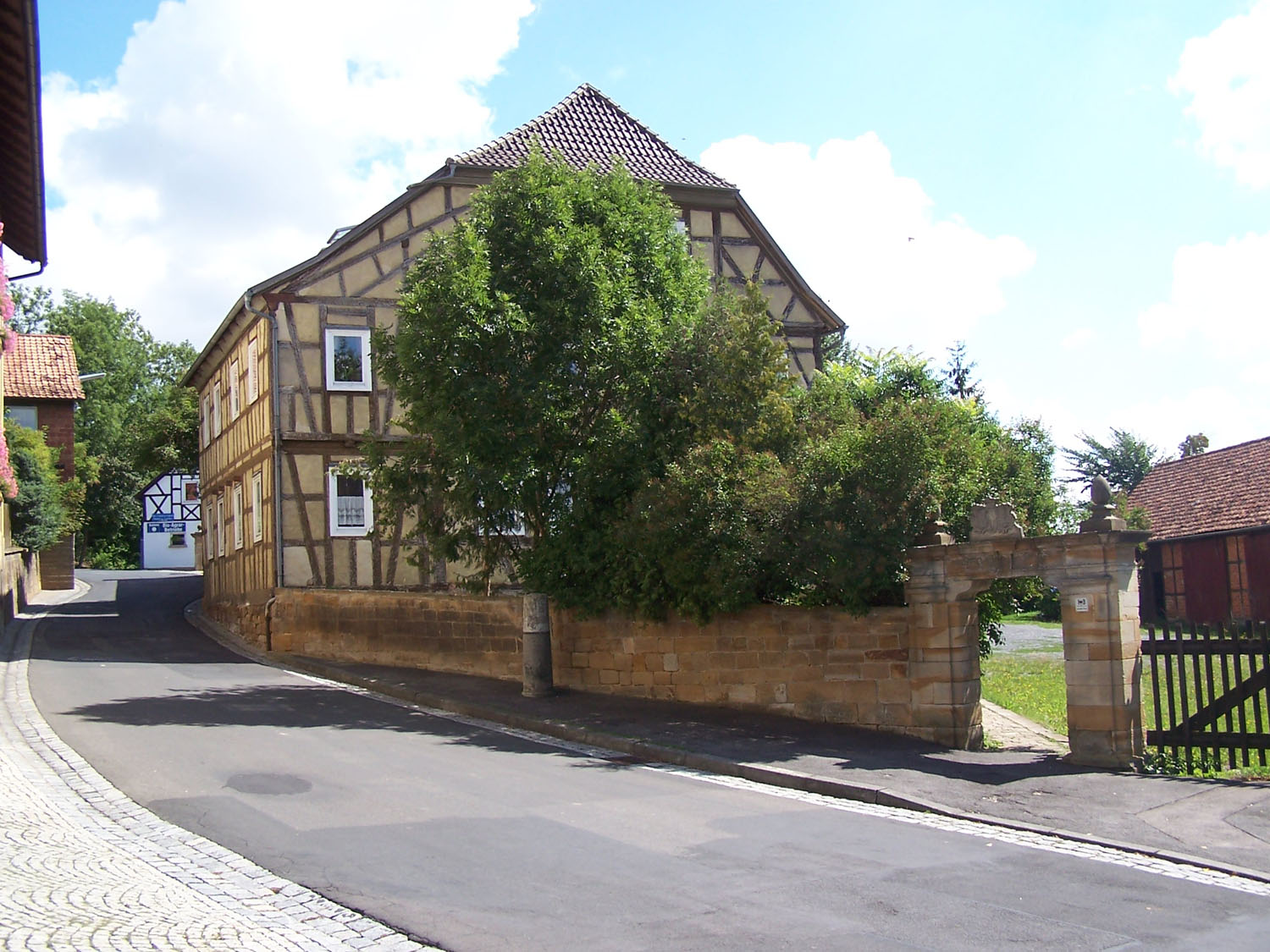
Former Bibra. Manor House

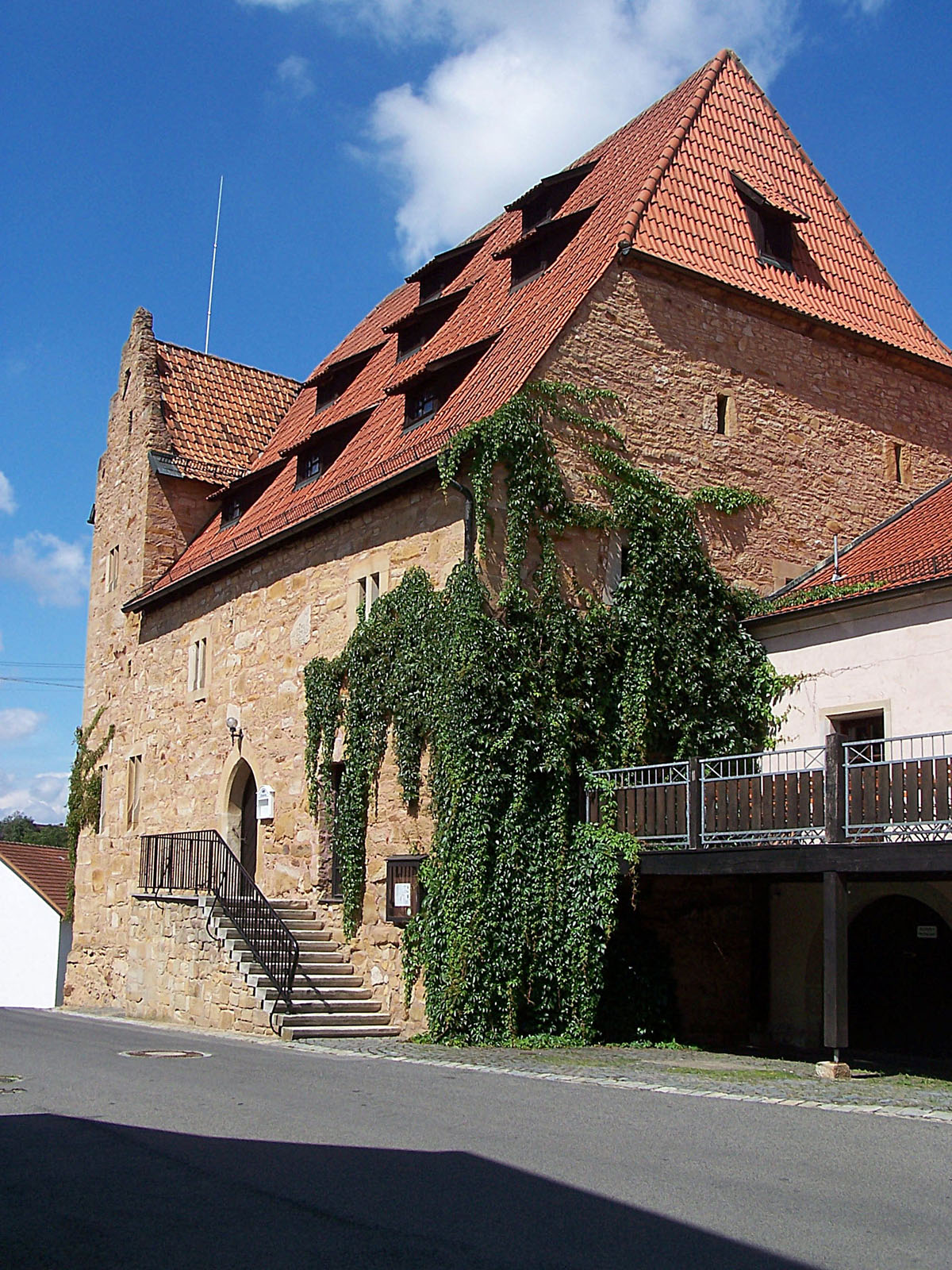
Bibra Customs House

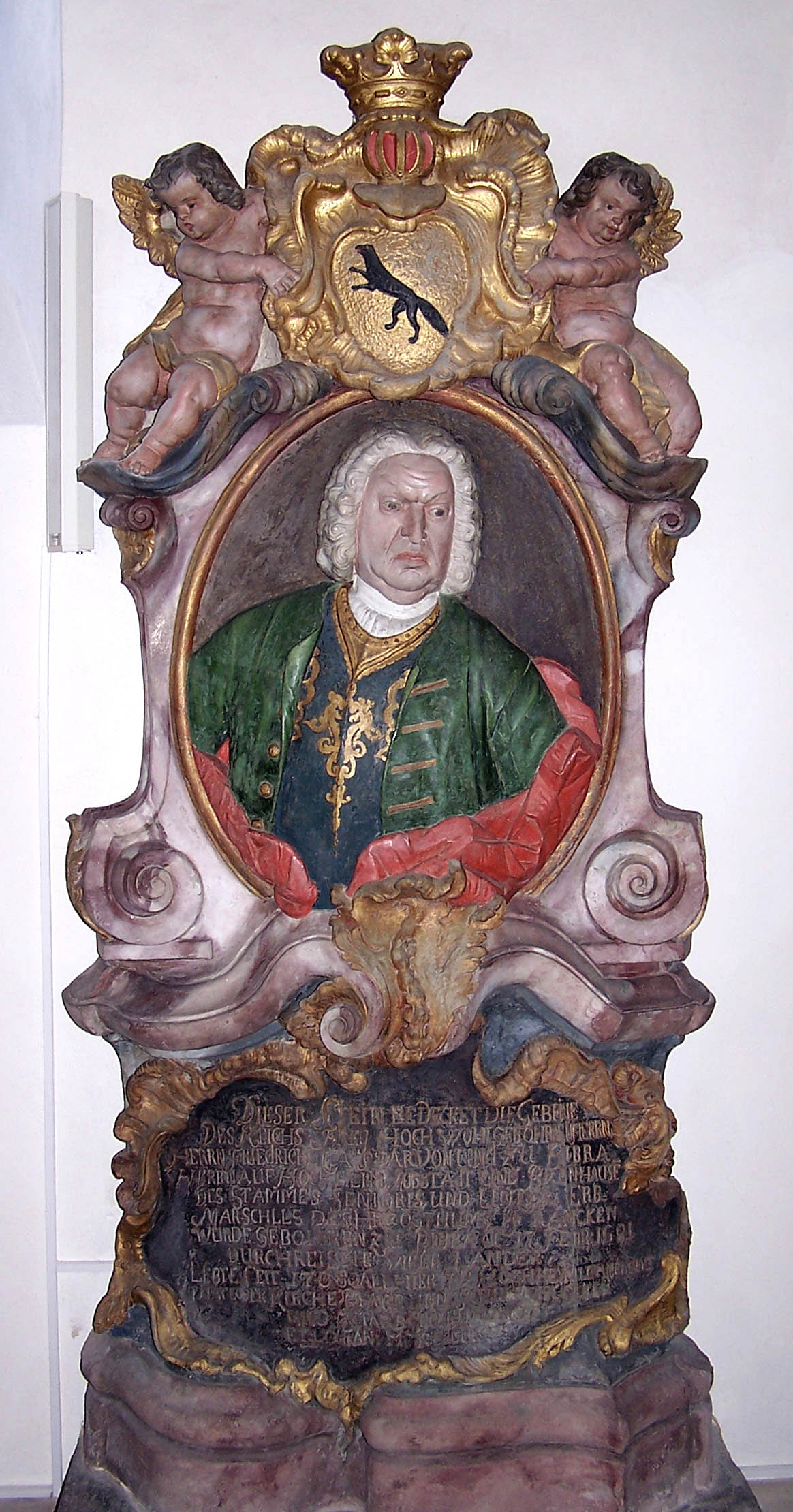
Friedrich Kaspar von Bibra (1681-1750)